# Olga Novo
María Olga Novo Presa, mieux connue sous le nom d'Olga Novo (Vilarmao, village de A Pobra do Brollón, 29 janvier 1975) est une essayiste et poétesse espagnole d'expression galicienne.
Elle étudie la philologie galicienne à l'université de Saint-Jacques-de-Compostelle et commence à travailler comme professeur dans différents lycées galiciens et à l'Université de Bretagne-Sud, à Lorient.
Elle a publié ses œuvres et ses articles dans plusieurs publications (Festa da Palabra Silenciada, Dorna, Xistral, El País, ABC).

## Œuvre

### Poésie
- A teta sobre o sol (1996)
- Nós nus (1997)
- A cousa vermella (2004)
- Cráter (2011)
- Feliz idade (2019)

### Essais
- Por un vocabulario galego do sexo. A terminoloxía erótica de Claudio Rodríguez Fer (1995)
- O lume vital de Claudio Rodríguez Fer (1999, 2008)
- Uxío Novoneyra. Lingua loaira (2005)
- Introdución a Unha tempada no paraíso de Claudio Rodríguez Fer (2010)
- Erótica Medieval Galaica (2013)
- No principio foi o pracer (2017)

### Traductions
- El contradiscurso de las mujeres. Historia del proceso feminista, de Carmen Blanco (1997)
- Vidas imaginarias, de Marcel Schwob.

### Œuvres collectives
- dEfecto 2000. Antoloxía de poetas dos 90 (1999).
- Magnalia, avec la peintre Alexandra Domínguez et le poète Xoán Abeleira (2000).
- Novas voces da poesía galega: recital (2000).
- Das sonorosas cordas (2005).
- Guerra Civil e Literatura Galega (1936-1939) (2006).
- Monocromos, avec des collages de Concetto Pozatti (2006).
- Poemas pola memoria (1936-2006) (2006).
- Volverlles a palabra. Homenaxe aos represaliados do franquismo (2006).
- Do amor e da literatura, avec Carmen Blanco et Claudio Rodríguez Fer (2007).
- Educación e Paz III. Literatura galega pola Paz (2008).
- Letras novas (2008).
- En defensa do Poleiro. A voz dos escritores galegos en Celanova (2010).
- Erato bajo la piel del deseo (2010).
- Poemas para Carmen Blanco (2010).
- Poetas con Valente (2010).
- Urbano. Homenaxe a Urbano Lugrís (2011).

## Prix
- Prix Ánxel Fole, Uxío Novoneyra. Lingua loaira
- Prix Losada Diéguez,Nós nus.
- Prix national de poésie 2020 pour Feliz Idade[1]